# Дзгоев, Еруслан Еламурзаевич
Еруслан Еламурзаевич Дзгоев — советский хозяйственный, государственный и политический деятель, Герой Социалистического Труда.

## Биография
Родился в 1935 году в Северной Осетии. Член КПСС с 1964 года.
С 1956 года — на хозяйственной, общественной и политической работе. В 1956—1995 гг. — тракторист, звеньевой механизированного звена колхоза «Кавказ» в селе Эльхотово Кировского района Северо-Осетинской АССР.
Указом Президиума Верховного Совета СССР от 8 апреля 1971 года присвоено звание Героя Социалистического Труда с вручением ордена Ленина и золотой медали «Серп и Молот».
Избирался депутатом Верховного Совета СССР 8-го и 9-го созывов.
Жил в селе Эльхотово Кировского района.